# Nynäs, Nyköping
Nynäs är en slottsliknande herrgård och ett tidigare säteri vid Rundbosjön mellan Trosa och Nyköping. Slottet ligger i Bälinge socken (inom nuvarande Tystbergabygdens församling), Nyköpings kommun. Bland kända ägare till Nynäs kan nämnas Bo Jonsson (Grip) på 1300-talet, familjen Gyllenstierna på 1600-talet samt statsrådet Johan August Gripenstedt på 1860-talet. Numera är Nynäs slott tillsammans med Öknaskolan en del av Sörmlands Naturbruk, med Region Sörmland som huvudman. Herrgårdens rika interiörer med konsthantverk och bildkonst ingår i Nationalmuseums samlingar och visas för allmänheten under sommarhalvåret. 
Byggnaden blev byggnadsminnesförklarad 2021.

## Historia

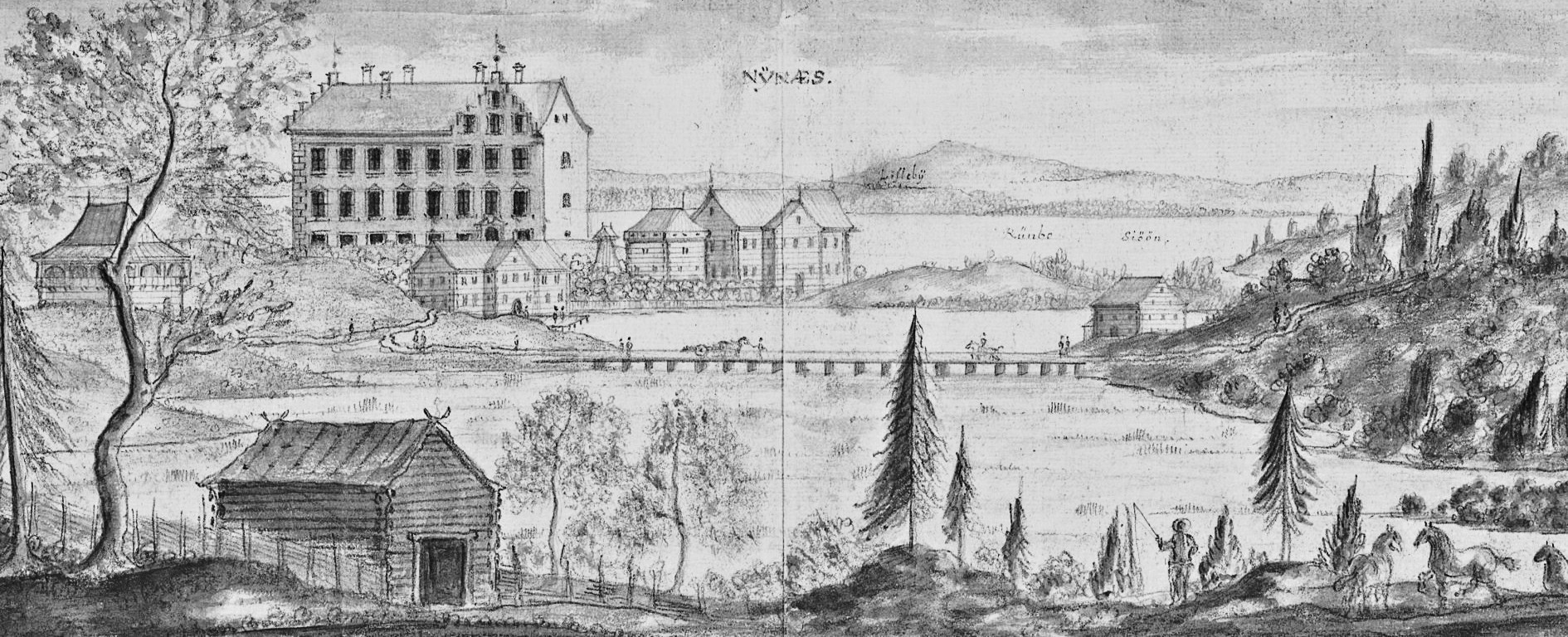
Nynäs enligt Erik Dahlbergh 1663.

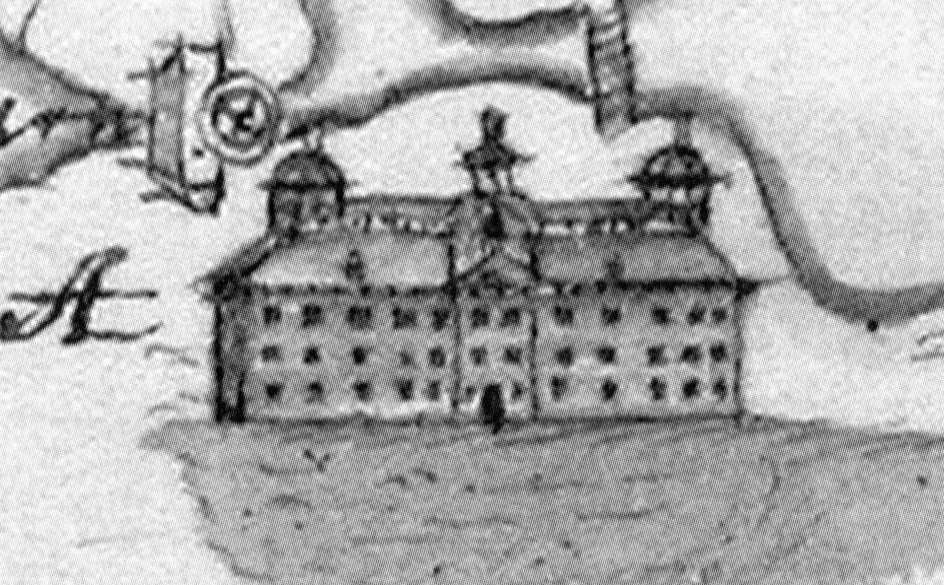
Nynäs enligt Erik Agner 1685.

Äldsta kända namnet är Nyanes som härrör från 1328 när Birgitta Jonsdotter (Aspenäsätten) var ägare. Ordet Nynäs syftar troligen på ett nytt näs som uppstod genom landhöjningen i Östersjön. Efter 1384 lades Nynäs under Sundboholms stora godskomplex som ägdes av Bo Jonsson Grip. Utöver Nynäs ingick även Måstena i Bälinge socken och Björksund i Tystberga socken. Sundboholmgodset med underlydande gårdar gick i arv inom släkten Grip. Den siste var Nils Bosson (Grip) som behöll egendomen odelat fram till 1522 då han blev mördad i Vingåker.
Hur den medeltida gården Nyanes såg ut vet man inte. Förutom vissa delar av källaren i nuvarande huvudbyggnaden finns inga medeltida byggnader bevarade på Nynäs. Källardelarna kan härröra från 1500-talet på grund av deras murningsteknik och kan ha hört till ett stenhus med planmåttet omkring 16 x 18 meter och med två eller tre våningar. Enligt en rekonstruktionsskiss av Claes Ellehag ur boken "Fem svenska stormanshem från stormaktstiden" var huset ganska anspråkslöst gestaltat, hade tre våningar under ett sadeltak och trappgavlar.

## Gyllenstiernas epok
Genom arvskifte 1522 delades Sundboholmgodset upp mellan systrarna Kerstin och Maria Nilsdotter som var barnbarns barnbarn till Bo Jonsson Grip. Maria blev ägare till Nynäs. Hon gifte sig med Erik Karlsson Gyllenstierna och på det viset kom Nynäs under släkten Gyllenstierna och blev deras sätesgård under lång tid framöver.
Nuvarande corps de logi började byggas på 1650-talet för Erik Karlsson Gyllenstierna. På en skiss för Sueciaverket upprättad av Erik Dahlbergh 1663 syns byggnaden bara delvis färdigställd. Södra delen saknas och en tillfällig gavel avslutar huset provisoriskt. 1685 tycks dock bygget vara fullbordat som framgår av lantmätaren Erik Agners karta från detta år. Han visar huvudbyggnaden med säteritak, tympanonkrönt fronton, en central lanternin och två hörntorn.
Då ägdes Nynäs av Erik Gyllenstiernas son, Conrad Gyllenstierna (1638–1684), som var beställare för de storslagna rummen med stucktak vars stuckarbeten enligt historikern Bengt G. Söderberg förmodligen utfördes av italienaren Carlo Carove. I matsalen och sängkammaren tak finns husherren och hustruns monogram, CGSELH, som står för Conrad Gyllenstierna och Eva Lewenhaupt.  Nynäs gick sedan i arv inom släkten Gyllenstierna fram till 1744, då Beata Gyllenstierna testamenterade egendomen till friherren Claes Gustaf Rålamb, en av hennes släktingar.

## Historiska kartor

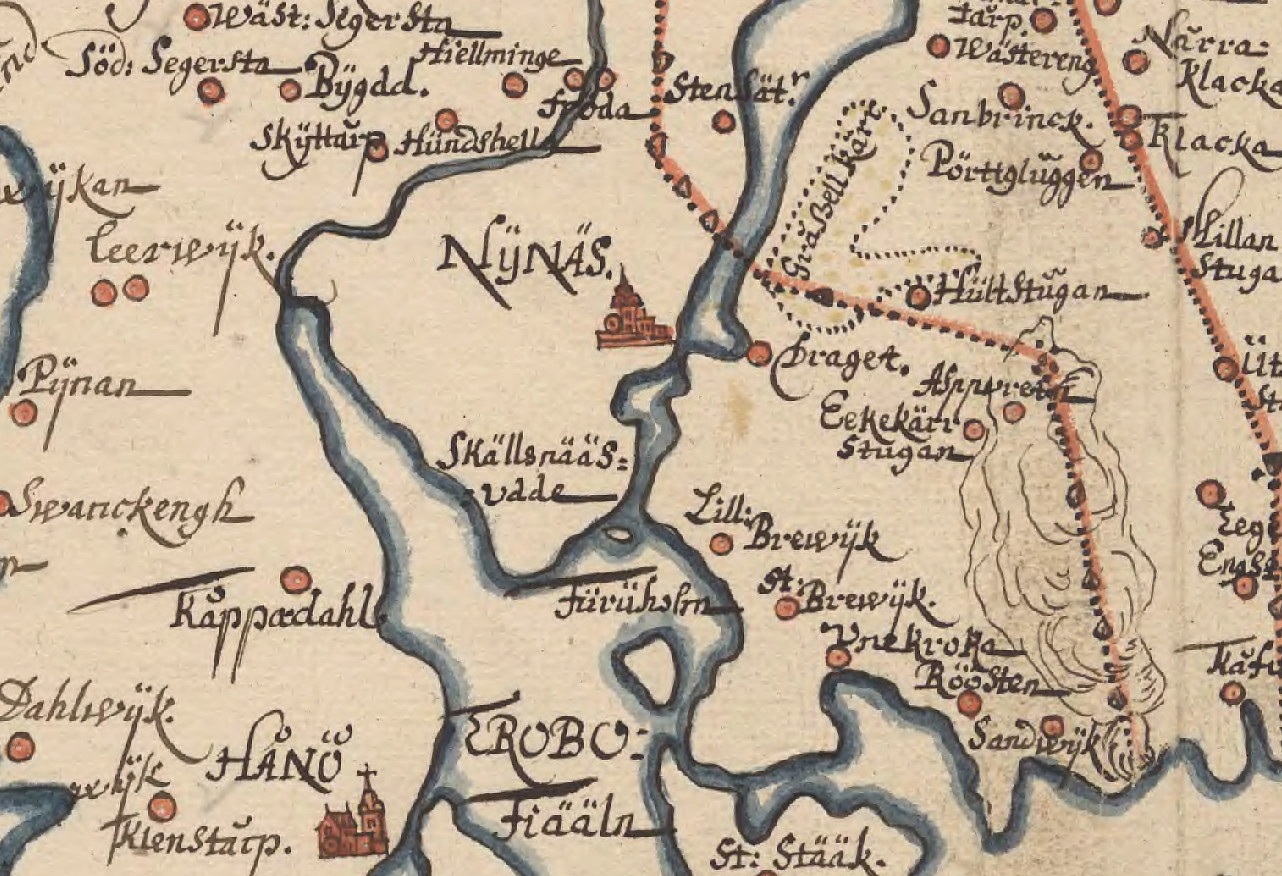
1678.
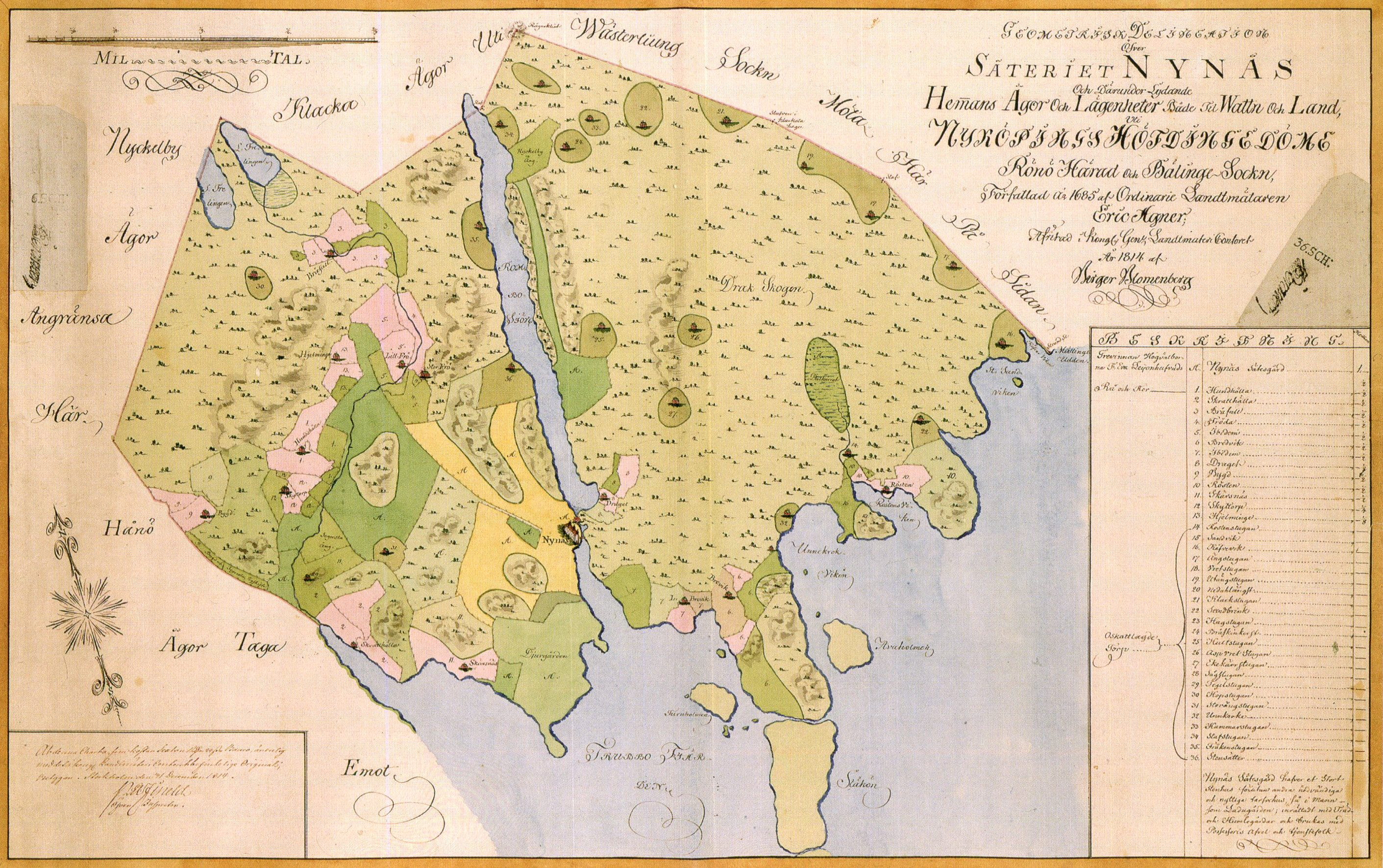
1685.
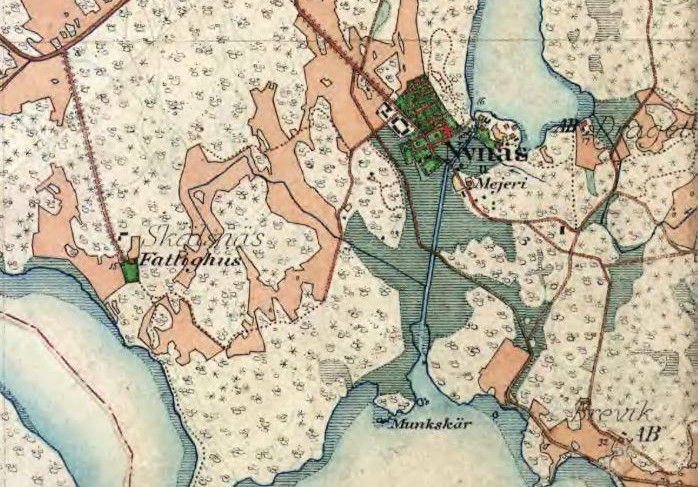
1890-tal.

## Hildebrands epok

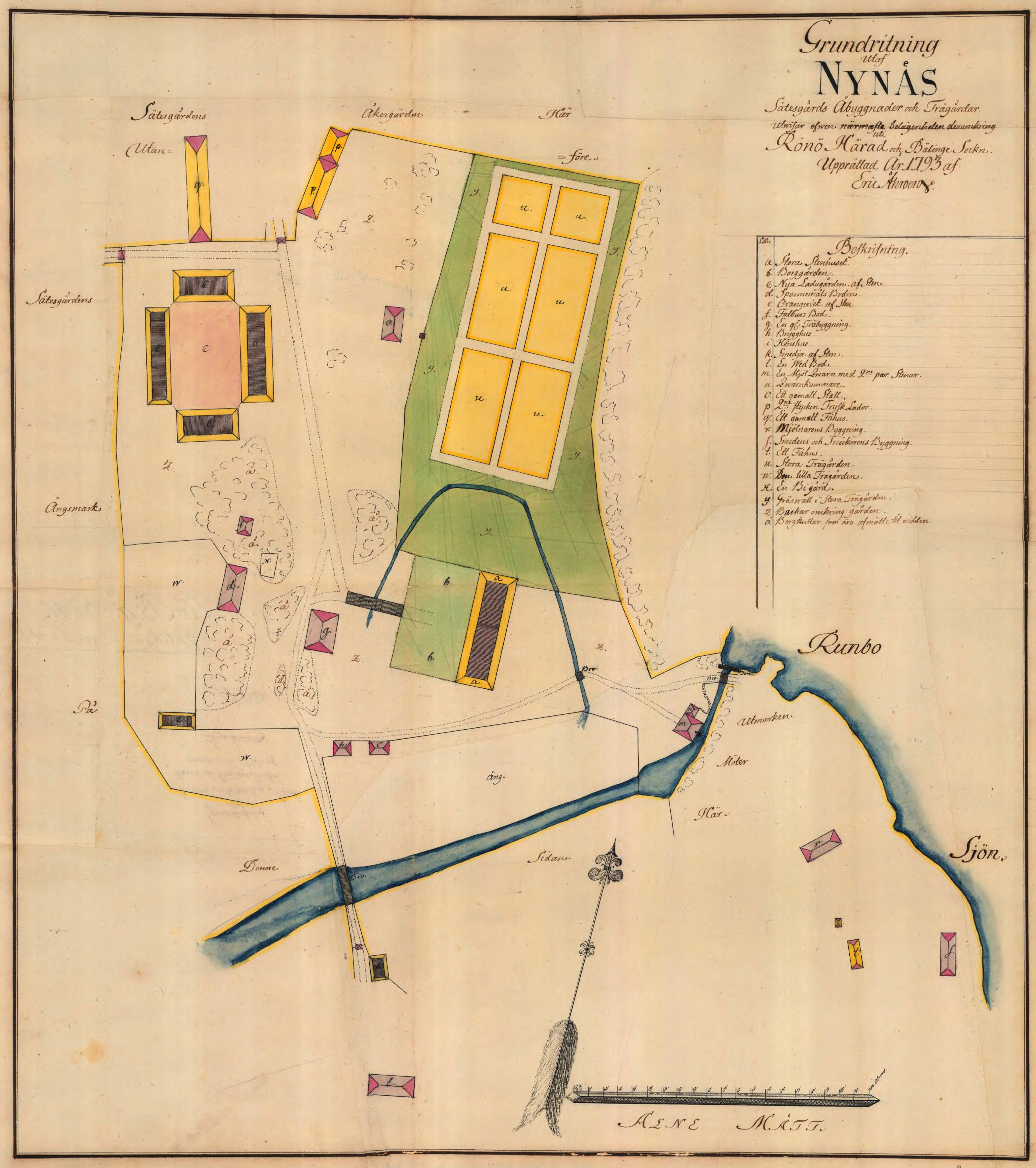
Grundritning från 1793.
a: Stora stenhuset
b: Borggården
c: Nya Ladugården af Sten.

Rålambs änka sålde Nynäs 1769 till ryttmästaren David Henrik Hildebrand (1712–1791). Han var en av de rikaste privatpersonerna i 1700-talets Sverige, och blev den förste ägaren utanför släkten Grip. Hildebrand mötte en nergången anläggning. ”Stenhuset aldeles otiänelig...”, ”de andra husen dels nedfallen...” och ”trädgården så sumpig at inga trän der kunna trifwas…” skrev han bland annat i ett brev 1769. Han önskade även att reducera köpeskillingen.
Hildebrand satte igång ett omfattande upprustningsarbete på såväl byggnader som tomt. Han lät bygga ekonomihusfyrkanten och platta till marken för bättre utrymme kring gården. Det tog 44 år och 6 500 kg krut samt 6 361 dagsverken innan skärgårdslandskapet var förvandlat i en ståndsmässig park (se vidare under avsnitt ”Omgivningar”). Nynäs gick sedan i arv inom familjerna Hildebrand, och Bonde samt till Johan August Anckarsvärd som överlät godset 1856 till svärsonen statsrådet Johan August Gripenstedt. Samma år skulle han bli Sveriges finansminister.

## Gripenstedts epok
Med Gripenstedt började en ny blomstringsperiod på Nynäs. Sitt nuvarande utseende fick herrgården under Gripenstedt på 1860-talet. Sonen Carl Gustaf Gripenstedt fortsatte med flera stora byggprojekt, bland dem ny loge (1905), ny ladugård (1907), orangeriet (1907) och ombyggnad av gårdskvarnen (1909). Dessutom tillkom fyra bostadshus för gårdens arbetare. Nynäs slotts orangeri uppfördes efter ritningar av arkitekt Isak Gustaf Clason och kostade 68 000 kronor att bygga, en stor summa på den tiden. Det var just de stora investeringarna som påverkade gårdens ekonomi negativt och 1910 sålde Carl Gustaf Gripenstedt Nynäs till sin bror Theodor.
Gripenstedt utökade även den övriga verksamheten vid godset. Många andra gods avhyste arrendebönderna för att satsa på stordrift med statare. Nynäs behöll huvudsakligen arrendegårdarna, men gick över från spannmåls- till mjölkproduktion. 1883 anlades ett gårdsmejeri med inriktning mot export av smör till England. Vid Karlfors anlades en såg med hyvel som var i drift fram till 1940-talet, vid Evedal ett kalkbruk som var i drift fram till 1930-talet.
Efter Theodors död 1918 gick gården till änkan Ebba Gripenstedt och efter hennes död 1927 till kapten Alfred Gripenstedt, son till Carl Gustaf Gripenstedt som tidigare ägt Nynäs. Under 1900-talets första hälft var tiden för storgodsen över och 1967 sålde Alfred Gripenstedt hela egendomen med undantag för huvudbyggnaden och närmast omgivande mark till Södermanlands läns landsting.
Den siste privata ägaren, som tillträdde 1969, var friherre Johan Gripenstedt, brorson till Alfred Gripenstedt. 1984 såldes även själva huvudbyggnaden och dess närmaste omgivningar till Södermanlands läns landsting. Slottets inventarier köptes samtidigt av Statens konstmuseer. Jordbruket drivs av Öknaskolan, ett naturbruksgymnasium med Region Sörmland som huvudman.

## Interiör

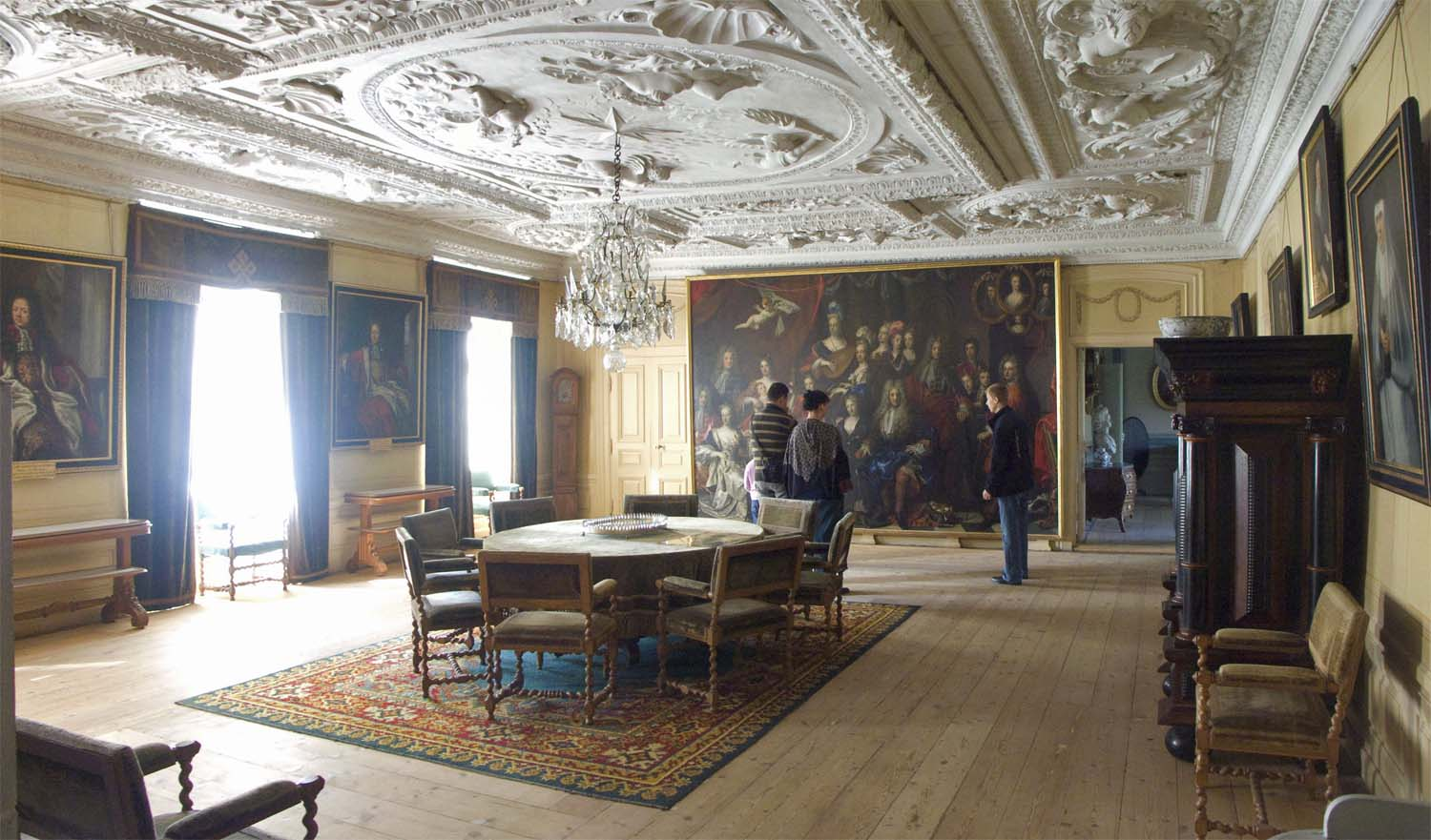
Praktsalen i mellanvåningen med stucktak från 1600-talets slut.

Herrgårdsbyggnaden har varit disponerad så att bottenvåningen inrymde ekonomiutrymmen (kök, vävkammare och liknande) och rum för tjänstefolket; mellanvåningen var paradvåning och översta våningen, som blev fullt inredd först i början av 1800-talet, tjänstgjorde som gästvåning. Sevärda är inte minst stucktaken från 1600-talets slut i paradvåningen som tillkom under Conrad Gyllenstierna och vars motiv hyllar ägarfamiljens ära och status.
Huvudbyggnadens interiör återspeglar även möblerings- och inredningssmaken genom tiderna. Paradvåningen präglas huvudsakligen av den karolinska barocken från senare delen av 1600-talet och den gustavianska stilen från slutet av 1700-talet.
Med statsrådet Johan August Gripenstedt introducerades en ny inredningsstil efter 1800-talets mitt. Nu fylls salongerna med stoppade sittmöbler i nyrokoko och rummen pryds av färgstarka textiler och föremål. Exempel härför är Jaktsalongen i översta våningen.
Nynäs förfogar även över ett omfattande bibliotek som skapades under Carl Gösta Bondes tid. Det innehåller omkring 4 000 volymer som flyttades i början av 1900-talet till ett par nyinredda biblioteksrum i våningens norra del.

## Omgivningar

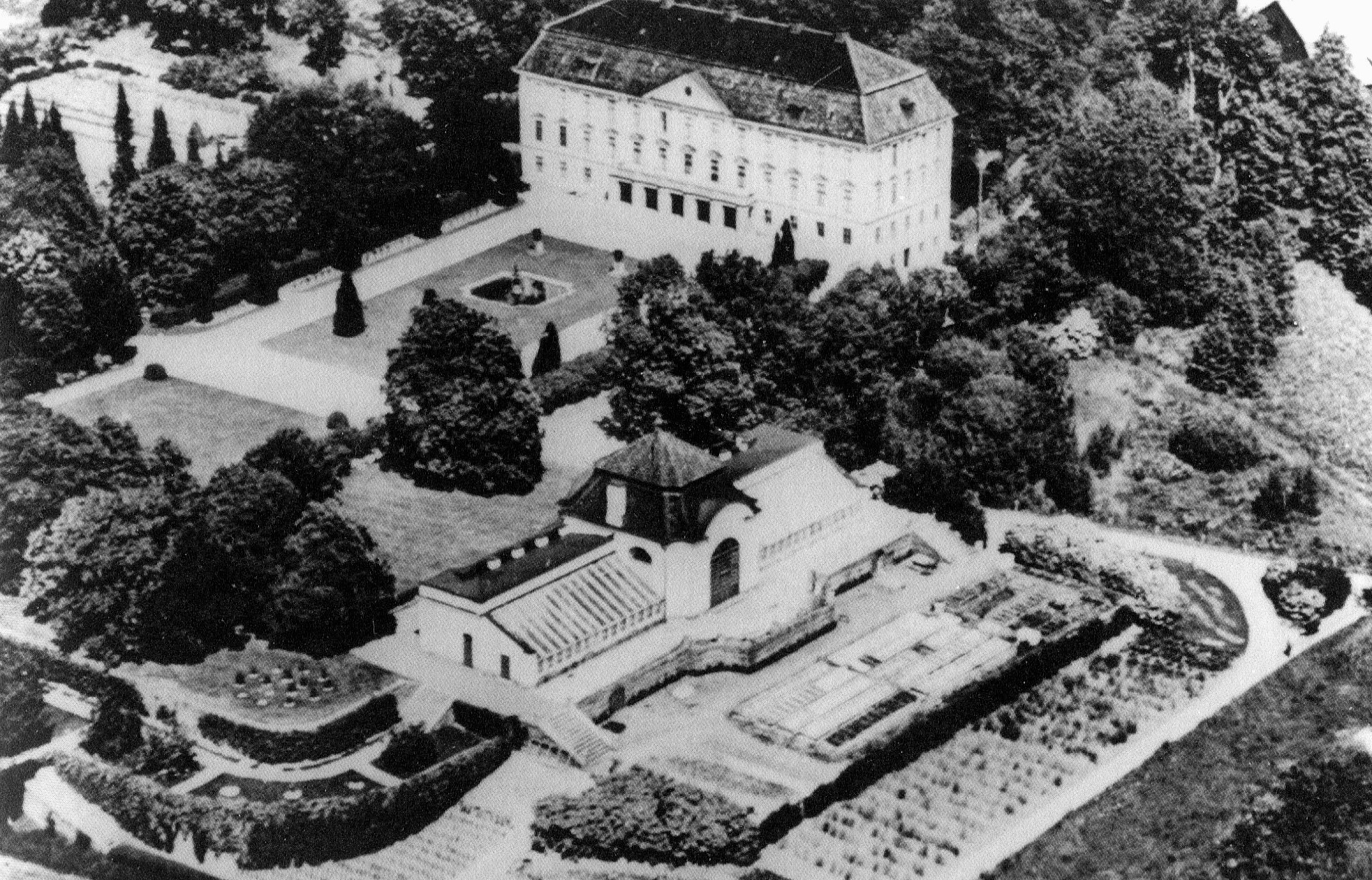
Nynäs slott och orangeri, 1930-tal.

Under medeltiden hade Nynäs ett mycket strategiskt läge invid Rundbosjön, en numera avsnörd vik av Östersjön, som via en kanal, stod i förbindelse med havet som var en viktig vattenväg. Ända in på 1900-talet var båten det främsta transportmedlet som via Nynäs brygga gick till Stockholm respektive Nyköping.
Fram till 1700-talets slut omgärdades också herrgårdsbyggnaden av en vallgrav. Den första trädgården låg norr om huvudbyggnaden. Sedan ett stort berg sprängts bort i början av 1800-talet, kunde en större park med häckar, vattenkonster, gångar och blomsterrabatter anläggas framför herrgården. Uppför Mummerberget, norr om mangårdsbyggnaden, nådde man via slingrande stigar och bersåer ett lusthus. Till parkanläggningen hörde också det borgliknande flagghuset på västra berget (uppfört omkring 1860, rekonstruerat på 1950-talet).
Den omgivande godsmiljön är tämligen välbevarad. Vid Rundbosjön ligger det tidigare brännvinsbränneriet och därbortom den så kallade ”stan”, med sina arbetarbostäder. Vid det lilla vattenfallet fanns mellan åren 1509–1972 en kvarn. Söderut ligger i tur och ordning smedja, rökhus och mejeri (numera bostad), samt på andra sidan vägen svinhus och snickarverkstad samt ännu längre bort krutkällaren.
Kring slottet ligger Nynäs naturreservat (själva slottsområdet ingår dock inte) som bildades 1971 och omfattar om 3 830 hektar, varav 2 650 hektar land. Förbi slottet går även Sörmlandsleden.

## Nutida bilder

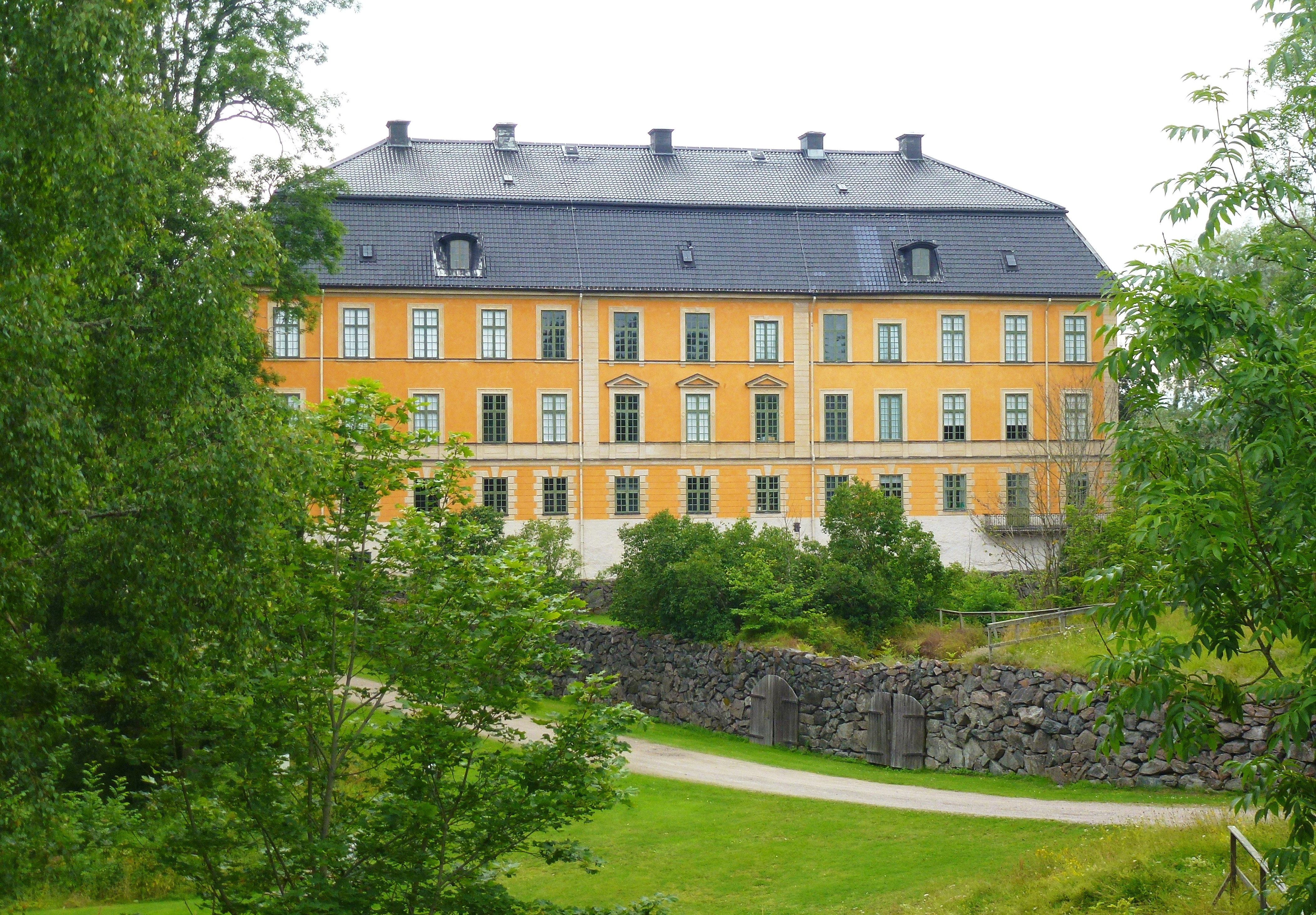
Huvudbyggnaden.
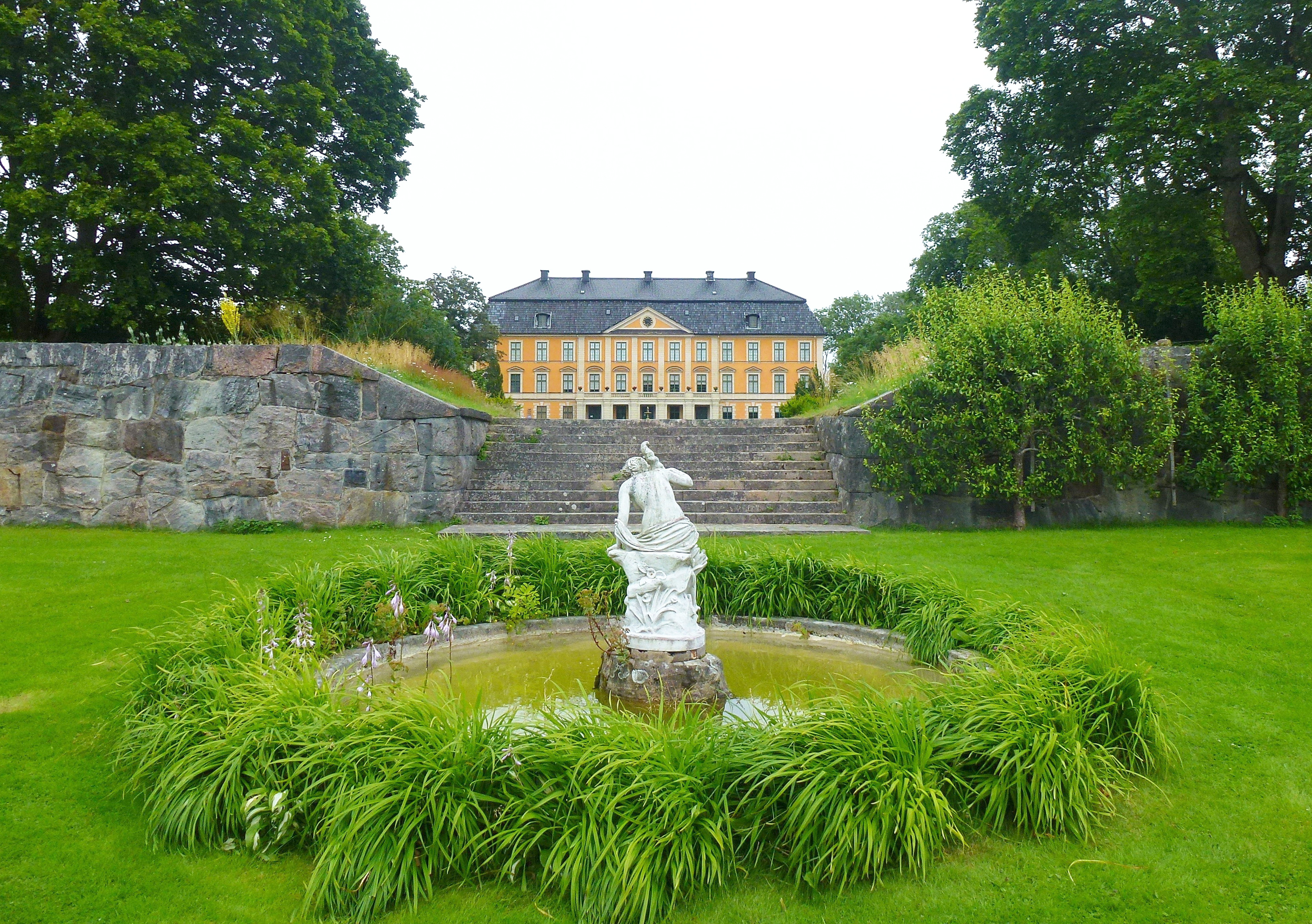
Parken.
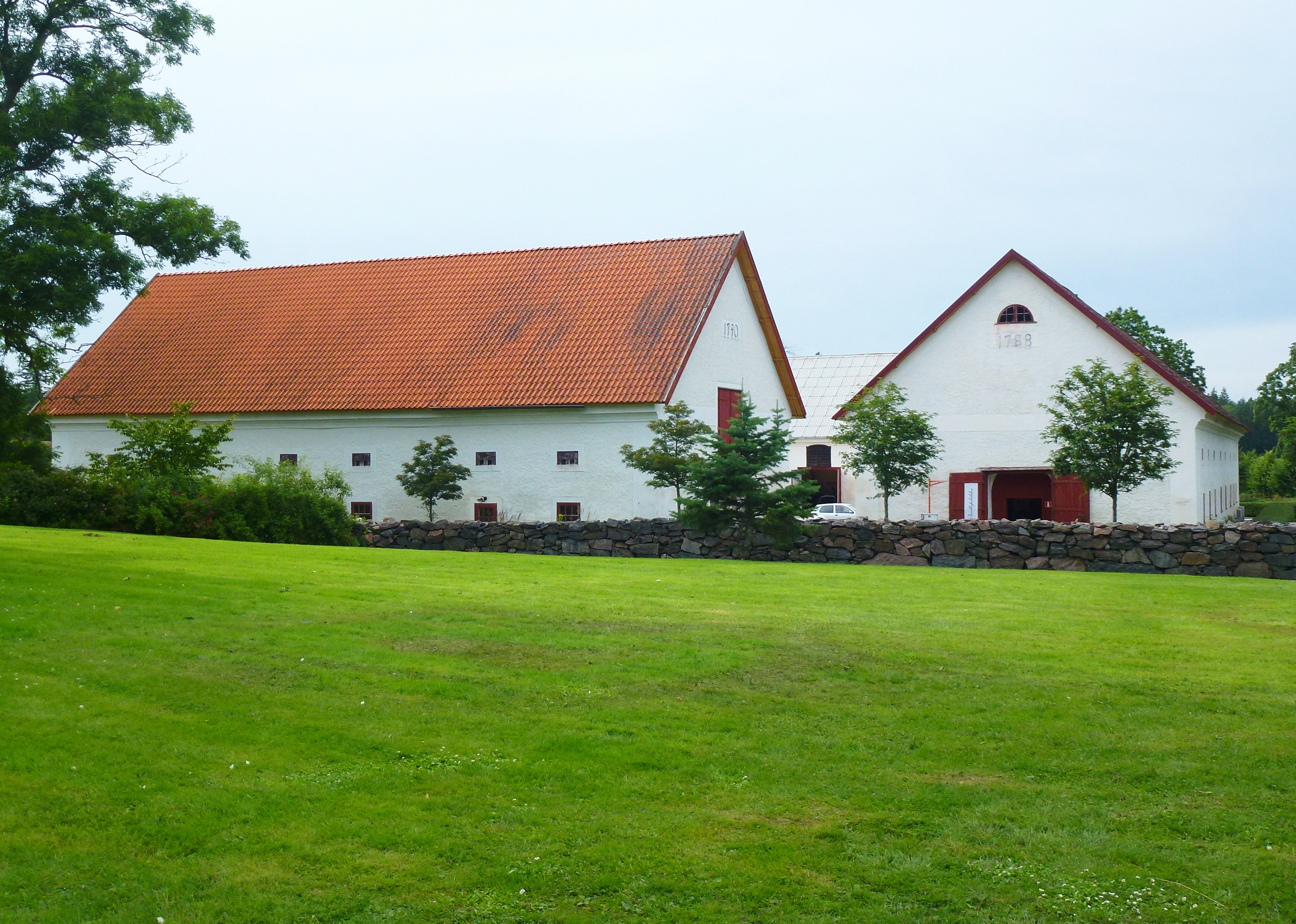
Ladugårdsfyrkanten från 1788 och 1790.
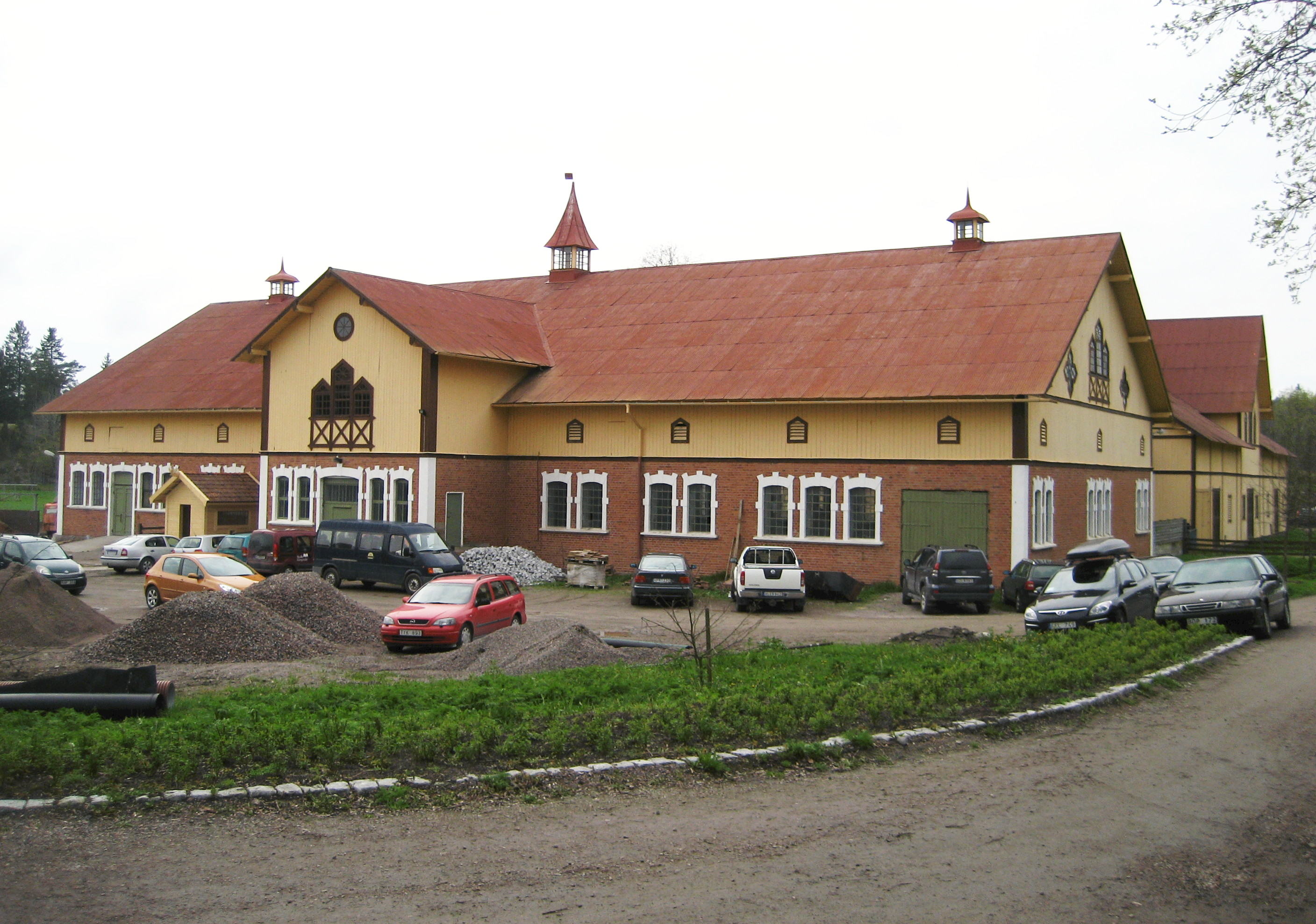
Loge och ladugården från 1905 och 1907.
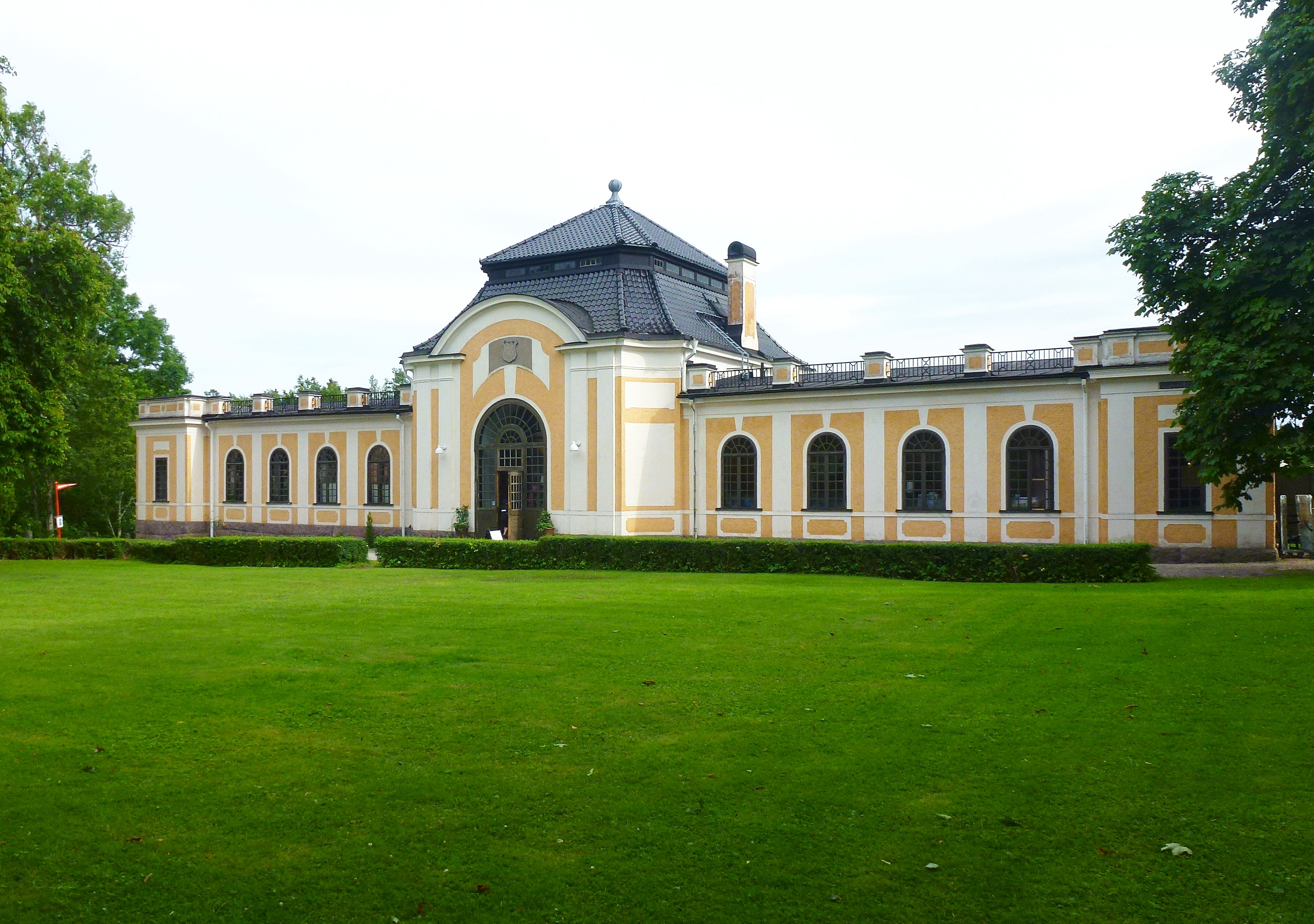
Nynäs slotts orangeri från 1907.

## Nynäs ägarelängd
Där inget annat har angivits har godset gått i arv från föräldrar till barn.
| Johan August Gripenstedt och hustru Eva, född Anckarsvärd. De blev 1856 ägare till Nynäs. |  | Johan August Gripenstedt och hustru Eva, född Anckarsvärd. De blev 1856 ägare till Nynäs. |
| Johan August Gripenstedt och hustru Eva, född Anckarsvärd. De blev 1856 ägare till Nynäs. |  |                                                                                           |

| - 1328 – Birgitta Jonsdotter (av Aspenäsätten) - 1346 – Kristina Pedersdotter - ???? – N.N. Gustafsdotter (Sparre af Vik) - 1383 – Finvid Finvidson d.y (Frössviksätten) - 1384 – Bo Jonsson Grip, förvärvat genom byte - 1386 – Knut Bosson Grip, men åren 1386 - 1411 förpantat till Algot Magnusson Sture - 1411 – Ermegard Bülow, änka efter Knut Bosson Grip - 1442 – Katarina Knutsdotter Grip - 1445 – Bo Nilsson Grip - 1464 – Nils Bosson Grip - 1522 – Marina Nilsdotter Grip - 1552 – Nils Gyllenstierna, son till Marina Nilsdotter Grip | - 1564 – Erik Gyllenstierna, broder till Nils - 1586 – Carl Gyllenstierna - 1621 – Erik Gyllenstierna - 1657 – Conrad Gyllenstierna - 1684 – Eva Lewenhaupt, änka efter Conrad i andra giftet - 1729 – Beata Gyllenstierna - 1745 – Claes Gustaf Rålamb, fick Nynäs genom testamente av Beata Gyllenstierna - 1769 – David Henrik Hildebrand, köpte Nynäs - 1791 – Agneta Schönström, änka efter Hildebrand - 1796 – David Gotthard Hildebrand, testamenterade Nynäs till... - 1808 – Carl Carlsson Bonde, systerson till David Gotthard. - 1812 – Carl Göran Bonde, bytte till sig Nynäs från sin son Carl Carlsson | - 1840 – Sophia Ulrika Bonde, dotter till Carl Göran, gift Anckarswärd - 1856 – Johan August Gripenstedt, svärson till Sophia Ulrika Bonde, köper Nynäs - 1874 – Eva Anckarswärd, änka efter J. A. Gripenstedt - 1887 – Carl Gustaf Gripenstedt, son till Eva och Johan August - 1910 – Johan Theodor Gripenstedt, köpte Nynäs av sin bror Carl Gustaf - 1918 – Ebba Anckarcrona, änka efter Johan Theodor Gripenstedt, testamenterade Nynäs till - 1927 – Alfred Gripenstedt, brorson till Johan Theodor Gripenstedt - 1967 – Södermanlands läns landsting köpte större delen av markegendomen - 1969 – Johan Gripenstedt, brorson till Alfred ärver huvudbyggnaden och parken - 1984 – Södermanlands läns landsting (2019 namnändrat till Region Sörmland) köper slott och park |

## Webbkällor
- Nynäs – en lång historia!